# Thorbjørn Berntsen

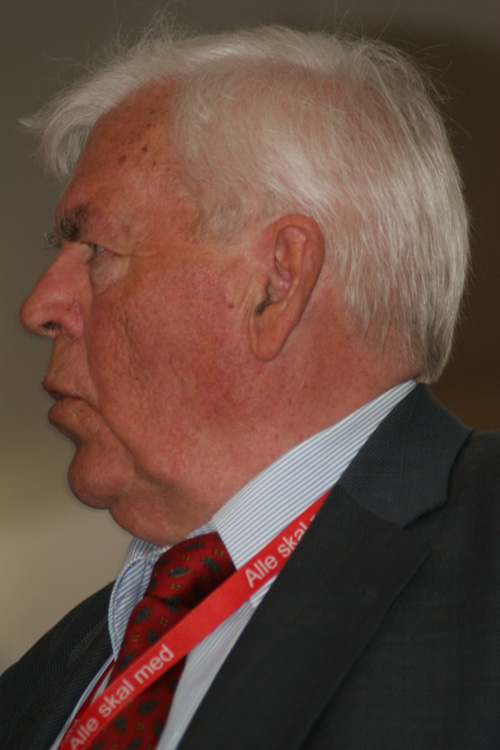
Thorbjørn Berntsen in Oslo (2007)

Thorbjørn Berntsen (* 13. April 1935 in Oslo) ist ein norwegischer Politiker der sozialdemokratischen Arbeiterpartei sowie ehemaliger Abgeordneter des Storting und Minister.

## Leben
Berntsen ist gelernter Schiffsklempner und arbeitete von 1951 bis 1966 bei der Akers Verft. Parallel engagierte er sich zunehmend in der Gewerkschaftsarbeit. Seit 1965 war er Ersatzdelegierter der Arbeiterpartei für das Storting. Zwischen 1971 und 1977 vertrat er dauerhaft verschiedene Abgeordnete, bevor er 1977 schließlich selbst ins Parlament gewählt wurde. 1989 wählte ihn die Partei zum stellvertretenden Vorsitzenden. Dieses Amt hatte er drei Jahre bis 1992 inne.
Von 1990 bis 1997 war Berntsen norwegischer Umweltminister. Seit 1993 auch Mitglied des norwegischen Staatsrates. Er machte sich einen Namen als Gegner der britischen Wiederaufbereitungsanlage Sellafield. Er gilt auch als eine der richtungsweisenden Kräfte in der Gestaltung des norwegischen Arbeitsschutzgesetzes. Insgesamt vertrat er den Wahlkreis Oslo und die Arbeiterpartei über fünf Legislaturperioden, bis er sich im Jahr 1997 aus dem Parlament zurückzog. Im Anschluss an die Zeit als Abgeordneter engagierte sich Thorbjørn Berntsen in verschiedenen Organisationen im Natur- und Umweltschutz.